# Saint-Ideuc
Pour le saint breton, voir Ildut.
Saint-Ideuc est un quartier du nord-est de la ville de Saint-Malo (Ille-et-Vilaine). Ancien village érigé en paroisse, celle-ci était enclavée dans l'évêché de Saint-Malo et faisait partie du doyenné de Bobital relevant de l'évêché de Dol.
Elle fut brièvement une commune sous la Révolution avant d'être rattachée à Paramé en 1792, puis à Saint-Malo lors de la fusion des 3 communes (Saint-Malo, Saint-Servan et Paramé) en 1967.

## Historique

### Fondation
Le village aurait été fondé au VIe siècle par saint Samson, compagnon de saint Iltud (ou Ideuc). Il aurait suivi son enseignement, comme saint Gildas et saint Paul Aurélien, dans le monastère de Llantwit Major qu'Iltud avait créé au  royaume de Glamorgan (aujourd'hui comté) au Pays de Galles. Saint Samson (c. 495 - c.565) est le fondateur du diocèse de Dol (ce qui pourrait expliquer le rattachement à cet évêché avec sa position l'enclave  au milieu du diocèse de Saint-Malo). Attaché à l'Évêché de Dol-de-Bretagne et au doyenné  
de Bobital la paroisse fût réunie à Paramé en juillet 1792.
Dans le courant de XIe siècle, le chevalier de Clamarhoc, fils de Richer, transmis en libéralité des droits importants à l'abbaye du Mont Saint-Michel, sur Cancale, et Saint-Coulomb dont une charte du monastère de cette localité précise qu'en 1080, il donne la moitié du produit de l'hôtel de Saint-Coulomb, la moitié des droits de sépultures appartenant à ce monastère, la moitié des dîmes des bestiaux que ledit monastère possède et au même lieu de Saint-Coulomb autant de terre que peut labourer une charrue en un an avec le même attelage. Ce que l'on appelle la charruée.
Dans un autre acte il est donné à l'abbaye par Geoffroy de Dinan60 acres de terre en Saint-Ideuc, et que les moines remettent 60 sols en mémoire de Rennes.
La cure était jusqu'à 1789 à la présentation du pape et de l'évêque. En 1790 le monsieur le recteur Nouvel déclaré la valeur de sa cure à savoir: 759 livres, et 10 sous de rente, mais que ses charges étaient d'un montant de 28 livres et 10 sous de charges, né lui laissant qu'un revenu net de 730 livres, 16 sous de revenu net

#### Toponymie
Son nom vient du saint breton Ildut.
L'orthographe de la localité varie avec le temps : Saint-Idult, Saint-Ideult, Saint-Ideul, Saint-Ydeuc puis Saint-Ideuc. On retrouve aussi mention de Idoci, Idoc et Ydoci.

### Paroisse, fief et commune
L'abbaye Notre-Dame du Tronchet y avait le droit de dîmer. Les moines de l'abbaye Notre-Dame de la Vieuville, possédaient également des droits sur Saint-Ideuc.
La seigneurie de Saint-Ideuc s'étendait sur Saint-Ideuc, Paramé, et Saint-Coulomb.
Au XIe siècle, le chevalier de Clamarhoc tranmet une partie des terres de Paramé, et Saint-Coulomb (ca.69) a l'abbaye du Mont Saint-Michel.
En 1789 une partie de la paroisse relevait directement du roi que représentait le seigneur de Dinan, la seconde du seigneur de Plessix-
Bertrand et la troisième, la plus grande, du temporel  de l'évêque de Dol
Avant même le décret de la Constituante du 12 novembre 1789 qui prévoit que chaque ville, bourg village aura sa municipalité, la paroisse de Saint-Ideuc s'organise en commune.
Saint-Ideuc était une paroisse qui devint commune en 1790. La raison de cette suppression était l'enclavement et la petite taille de la commune. Mais les résultats des élections n'étant pas ceux escomptés et afin que ne se forme une municipalité "plus propre à entraver les progrès de l'esprit et du bien public qu'à les entendre", suivant les propos du procureur-syndic du district, le sieur Boullet, par décret de l'assemblée départementale, la commune de Saint-Ideuc est rattachée le 7 décembre 1792 à la commune Paramé.
Pendant sa courte existence, la commune de Saint-Ideuc n'a pas de budget. Son fonctionnement se confond avec celui de la paroisse.

## Seigneurs
- Geoffroy de Porcon seigneur de la Cour Bague (1294)
- L' abbé de la Vieuville possédait un fief à  Saint Ideuc en 1682.
- 1789 - Une partie relève du roi qui se substitue au seigneur de Di nan, une autre de Plessix-Bertrand, et la plus importante du temporel  à l'évêque comte de Dol.

## Les maires de Saint-Ideuc
furent:
- Jean Gilles Nouail (1790) et * Olivier Lemarié (1791).

Saint-Ideuc fut rétablie comme paroisse par ordonnance royale du 17 avril 1826 mais resta administrativement rattachée à la commune de Paramé.
En 1881, le bourg vit l'ouverture d'une école pour fille par le recteur Boissard.

### XXesiècleauXXIesiècle
En août 1944, lors de la libération de Saint-Malo, Saint-Ideuc était occupée par une garnison allemande de 160 hommes.

## Patrimoine culturel

### Monuments religieux
- L'église Saint-Ideuc, monument historique inscrit en 1970, date de 1721[2]. Elle abrite depuis 1888 les reliques de saint Ideuc (Iltud) qui se trouvaient auparavant au Levy[2]. Son clocher d'origine fut détruit lors des combats pour la libération de la ville en août 1944 et remplacé par un clocher en ciment[2].

À la demande de la population, le cimetière qui se trouvait devant fut transformé en place publique et les dépouilles transférées en 1885 dans le cimetière de Paramé construit en 1860

### Bâtiments  civils

#### Fiefs
- Cour Bague (1294)
- Cour Galland (1682)